# Кондове
Кондо̀ве (на италиански и на пиемонтски: Condove; на окситански: Cundòve, Кундове, на френски: Condoue, Конду) е малък град и община в Метрополен град Торино, регион Пиемонт, Северна Италия. Разположен е на 376 m надморска височина. Към1 януари 2020 г. населението на общината е 4485 души, от които 193 са чужди граждани.